# هوس (فلسفه)
هوس (به انگلیسی: Passion) در لغت به معنی میل، عشق و شهوت است. مثلاً می‌گویند فلانی تابع هوای خویش است، و این هنگامی است که قصد ذم او داشته باشند، یا می‌گویند: فلانی اهل هواست، یعنی از راه راست منحرف شده‌است.
هوس اصطلاحاً عبارت است از میل شدید به چیزی که مورد علاقه و مطلوب است، چه پسندیده باشد چه ناپسند. این عاطفه با انفعالات و تصورات مختلفی همراه است، و فرق آن با میل مطلق یا میل ساده، در مدّت و شدّت و غیرت و قدرت و حمله است.
قدما لفظ هوا را «میل نفس به شهوات لذت بخش غیرشرعی» می‌نامیدند. به این جهت هوا را مذموم می‌دانستند و می‌گفتند هوا انحراف از حق است.
اما متأخران بین هوای عالی مثل علم دوستی و هوی پست مثل بخل و هوای متوسط مثل عشق، فرق گذاشته‌اند؛ و در نظر آنان تمام این انواع هوا دارای صفات مشترکی است. این صفات عبارت است از:
اجتماع، ترکیب و توحید اجزاء نفس و توجیه آن به سوی هدف واحد، زیرا هوی نظام امیال طبیعی را تغییر می‌دهد و به اشیاء ترتیب تازه‌ای می‌بخشد.
چون لفظ Passion به مقوله ارسطوئی انفعال گفته می‌شود دکارت این لفظ را برای تمام انفعالات نفسانی، از قبیل اعجاب، حب، بغض، رغبت، شادی و اندوه به کار برده‌است اما گستراندن معنی هوی به این نحو، نظر به اینکه شامل و جامع انفعالات متباین است، خالی از ابهام نیست.
مفهوم و تعریف هوی: میل شدیدی است که بر نفس چیره می‌شود و بر تمام امیال آن حاکم است و آن را به سوی هدف واحدی هدایت می‌کند.
محمد بن زکریای رازی در نگرش به موضوعات اخلاقی از سقراط و افلاطون پیروی کرده و جوانب اخلاقی را متمرکز بر خاستگاه عقل می‌داند و به واسطه عقل، مراقبت از انفعال و سرکوبی هوی را توصیه می‌کند.
وضعیت طبیعی انسان، سلامتی است و بیماری نفس به وسیله هوی بر آن عارض می‌شود.